# Nahe (Weinanbaugebiet)

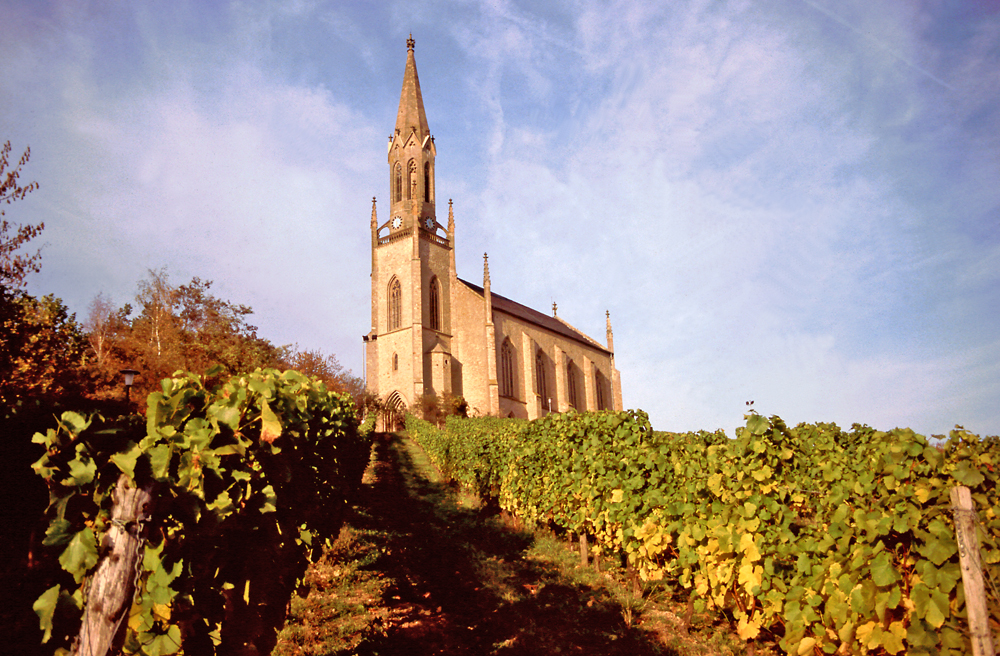
Inmitten von Reben: die Bergkirche in Waldböckelheim links der Nahe

Das Weinbaugebiet Nahe ist ein deutsches Weinbaugebiet nach § 3 Abs. 1 Nr. 7 Weingesetz. Es liegt in Rheinland-Pfalz im Bereich des linken Rhein-Nebenflusses Nahe und deren Nebenflüssen Glan und Alsenz, wo schon seit der Römerzeit Wein angebaut wird. Auf rund 4240 ha (Stand 2022) werden hauptsächlich die Rebsorten Riesling (Anteil 29,2 %), Müller-Thurgau (11,4 %), Grauburgunder (9,1 %) sowie Dornfelder (9,0 %) kultiviert. Zu 77 % wird Weißwein, zu 23 % Rotwein erzeugt.
Der etwa 97 km lange Weinwanderweg Rhein-Nahe führt von Kirn an der Nahe bis nach Bingen am Rhein durch den Naturpark Soonwald-Nahe und erschließt für Wanderer die gesamte Weinbauregion der mittleren und unteren Nahe.
Durch das Weinanbaugebiet führt die Naheweinstraße. Für die Gebietsweinkönigin siehe Naheweinkönigin.

## Geographische Lage

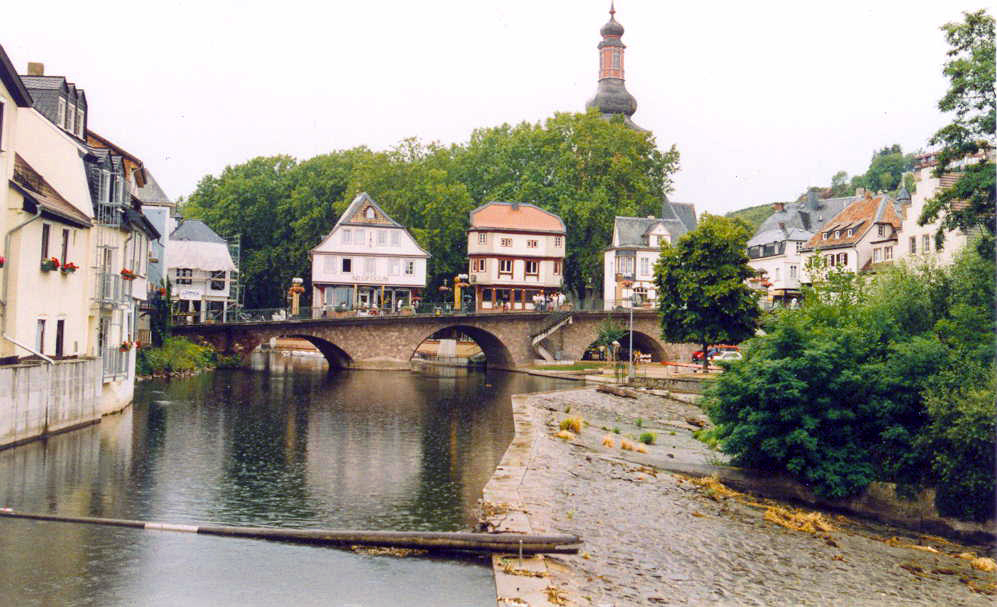
Alte Nahebrücke in Bad Kreuznach mit Brückenhäusern

Das Weinbaugebiet Nahe, das erst seit 1971 als eigenständiges Weinanbaugebiet in Rheinland-Pfalz geführt wird, erstreckt sich von der Mündung der Nahe flussaufwärts bis kurz vor Kirn sowie in die Nebentäler von Guldenbach, Gräfenbach, Glan und Alsenz. Nach Nordwesten ist es durch den Hunsrück, nach Norden durch den Taunus geschützt, südöstlich erstreckt sich das Nordpfälzer Bergland. Wirtschaftliches Zentrum des Weinbaugebiets ist der Kurort Bad Kreuznach.

## Böden
Das Weinbaugebiet Nahe hat deutschlandweit die größte Bodenvielfalt und die engräumigsten Wechsel vorzuweisen. Mehr als 180 Bodenvarianten wurden vermutet und in dem Projekt Stein und Wein untersucht. Die Ergebnisse wurden im Jahr 2013 vom Ministerium für Wirtschaft, Klimaschutz, Energie und Landesplanung Rheinland-Pfalz veröffentlicht. Aufgrund dieser geologischen Vielfalt nimmt das Gebiet eine Sonderstellung ein: Quarz- und Schieferböden finden sich an der unteren, Porphyr, Melaphyr und Buntsandstein an der mittleren Nahe. Rund um Bad Kreuznach gibt es Verwitterungsböden und Tonüberlagerungen aus Sandstein, Löss und Lehm. Die Weingärten befinden sich größtenteils in Flach- und Hügellagen. Nur ein geringer Teil, hauptsächlich in der Gegend um Ebernburg, sind Steillagen.
Vor allem der Riesling bringt hier sehr mineralische, elegante Weine hervor.

## Rebsorten
77 % der Rebfläche sind mit weißen Rebsorten bestockt.
Beim Sortenspektrum der Weißweine dominieren Riesling (29 %) und Müller-Thurgau (ca. 12 %). Weiterhin werden in nennenswertem Umfang Dornfelder (9,7 %), Silvaner (4,9 %), Spätburgunder (6,7 %), Weißer Burgunder (7,4 %), Grauburgunder (8,2 %) angebaut.
| Führende Rebsorten im Anbaugebiet Nahe (Stand 2022) | Führende Rebsorten im Anbaugebiet Nahe (Stand 2022) | Führende Rebsorten im Anbaugebiet Nahe (Stand 2022) | Führende Rebsorten im Anbaugebiet Nahe (Stand 2022) | Führende Rebsorten im Anbaugebiet Nahe (Stand 2022) |
| Sorte                                               | Farbe                                               | Synonym                                             | Fläche (%)                                          | Fläche (ha)                                         |
| --------------------------------------------------- | --------------------------------------------------- | --------------------------------------------------- | --------------------------------------------------- | --------------------------------------------------- |
| 1. Riesling                                         | weiß                                                |                                                     | 29,2                                                | 1.236                                               |
| 2. Müller-Thurgau                                   | weiß                                                | Rivaner                                             | 11,4                                                | 482                                                 |
| 4. Grauburgunder                                    | weiß                                                | Ruländer                                            | 9,1                                                 | 385                                                 |
| 3. Dornfelder                                       | rot                                                 |                                                     | 9,0                                                 | 381                                                 |
| 5. Weißer Burgunder                                 | weiß                                                | Klevner, Pinot Blanc                                | 7,7                                                 | 327                                                 |
| 6. Spätburgunder                                    | rot                                                 | Pinot Noir                                          | 6,9                                                 | 293                                                 |
| 7. Silvaner                                         | weiß                                                |                                                     | 4,4                                                 | 187                                                 |
| 8. Bacchus                                          | weiß                                                |                                                     | 2,8                                                 | 120                                                 |
| 9. Kerner                                           | weiß                                                |                                                     | 2,6                                                 | 109                                                 |
| 10. Scheurebe                                       | weiß                                                |                                                     | 2,4                                                 | 102                                                 |
| 11. Regent                                          | rot                                                 |                                                     | 2,1                                                 | 90                                                  |
| 13. Chardonnay                                      | weiß                                                |                                                     | 1,7                                                 | 71                                                  |
| 12. Blauer Portugieser                              | rot                                                 |                                                     | 1,7                                                 | 70                                                  |
| 14. Sauvignon Blanc                                 | weiß                                                |                                                     | 1,4                                                 | 58                                                  |
| 15. sonstige                                        |                                                     |                                                     | 7,6                                                 | 322                                                 |

### Weiße Sorten
| \| \| Zugelassene weiße Rebsorten[6] \| | \| \| Zugelassene weiße Rebsorten[6] \| | \| \| Zugelassene weiße Rebsorten[6] \| | \| \| Zugelassene weiße Rebsorten[6] \|                                                                   |
| --- | --- | --- | --- |
| - Albalonga - Arnsburger - Auxerrois - Bacchus - Bronner - Chardonnay - Ehrenbreitsteiner - Ehrenfelser - Elbling - Faberrebe - Findling - Freisamer - Früher Malingre - Gelber Muskateller - Gewürztraminer | - Goldriesling - Grauburgunder - Gutedel - Hibernal - Hölder - Huxelrebe - Johanniter - Juwel - Kanzler - Kerner - Kernling - Mariensteiner - Merzling - Morio-Muskat - Müller-Thurgau (Rivaner) | - Muskat Ottonel - Nobling - Optima - Orion - Ortega - Osteiner - Perle - Phoenix - Prinzipal - Regner - Reichensteiner - Rieslaner - Riesling - Sauvignon Blanc - Scheurebe | - Schönburger - Septimer - Siegerrebe - Silcher - Silvaner - Sirius - Staufer - Weißer Burgunder - Würzer |
| | Zugelassene weiße Rebsorten | | |

### Rote Sorten
| \| \| Zugelassene rote Rebsorten[6] \|                                                  | \| \| Zugelassene rote Rebsorten[6] \|                                                       | \| \| Zugelassene rote Rebsorten[6] \|                                        | \| \| Zugelassene rote Rebsorten[6] \|                                |
| --------------------------------------------------------------------------------------- | -------------------------------------------------------------------------------------------- | ----------------------------------------------------------------------------- | --------------------------------------------------------------------- |
| - Acolon - Blauburger - Cabernet Mitos - Cabernet Sauvignon - Dakapo - Deckrot - Domina | - Dornfelder - Dunkelfelder - Frühburgunder - Hegel - Helfensteiner - Heroldrebe - Lemberger | - Merlot - Palas - Portugieser - Regent - Rondo - Rotberger - Schwarzriesling | - Spätburgunder - St. Laurent - Tauberschwarz - Trollinger - Zweigelt |
|                                                                                         | Zugelassene rote Rebsorten                                                                   |                                                                               |                                                                       |

## Untergliederung
Bis zum Jahr 1993 existierten noch zwei Bereiche: der Bereich Kreuznach und der Bereich Schloßböckelheim. Heute gliedert sich das Weinbaugebiet Nahe in einen Bereich mit sechs Großlagen sowie ca. 313 Einzellagen und umfasst rund 4000 ha Rebfläche.

### Bereich Nahetal
Großlagen:
- Schlosskapelle mit den Dörfern: Münster-Sarmsheim, Guldental, Laubenheim, Burg Layen, Windesheim, Schweppenhausen und Dorsheim
- Sonnenborn mit dem Dorf Langenlonsheim
- Pfarrgarten mit den Dörfern Wallhausen, Spabrücken, Dalberg, Hergenfeld, Sommerloch und Gutenberg/St. Ruppertsberg
- Kronenberg mit der Stadt Bad Kreuznach sowie den Dörfern Bretzenheim und Hargesheim
- Rosengarten mit den Dörfern Mandel, Roxheim, Rüdesheim und Weinsheim
- Paradiesgarten mit den Dörfern Waldböckelheim, Meddersheim, Kirschroth, Monzingen, Weiler u. a.
- Burgweg mit den Dörfern Niederhausen, Oberhausen, Norheim, Schloßböckelheim, Altenbamberg, Ebernburg, Traisen und Duchroth

### Weinbau an Glan und Alsenz
Obwohl die Weinlagen an Glan und Alsenz überwiegend auf pfälzischem Boden liegen, gehören sie zum Anbaugebiet Nahe. Auch hier gibt es Orte mit langer Weinbautradition.
Am Glan
- Lettweiler
- Meisenheim
- Odernheim am Glan
- Offenbach-Hundheim
- Raumbach

An der Alsenz
- Altenbamberg
- Hochstätten
- Mannweiler-Cölln
- Obermoschel
- Oberndorf
- Steckweiler
- Steingruben

## Die bekanntesten Weingüter
- Weingut Dr. Crusius (VDP)
- Schlossgut Diel (VDP)
- Weingut Dönnhoff (VDP)
- Weingut Emrich-Schönleber (VDP)
- Weingut Desoi
- Weingut Hees
- Gut Hermannsberg (VDP)
- Weingut Lindenhof
- Weingut Korrell, Johanneshof
- Weingut Kruger-Rumpf (VDP)
- Weingut Poss
- Weingut Prinz Salm (VDP)
- Weingut Joh. Bapt. Schäfer (VDP)
- Weingut Schäfer-Fröhlich (VDP)
- Weingut Jakob Schneider